# فرودگاه گالکانا
فرودگاه گالکانا (به انگلیسی: Gulkana Airport) یک فرودگاه همگانی با کد یاتا GKN است که یک باند فرود آسفالت دارد و طول باند آن ۱۵۲۴ متر است. این فرودگاه در کشور ایالات متحده آمریکا قرار دارد و در ارتفاع ۴۸۱٫۶ متری از سطح دریا واقع شده است.